# 11代目ドクター

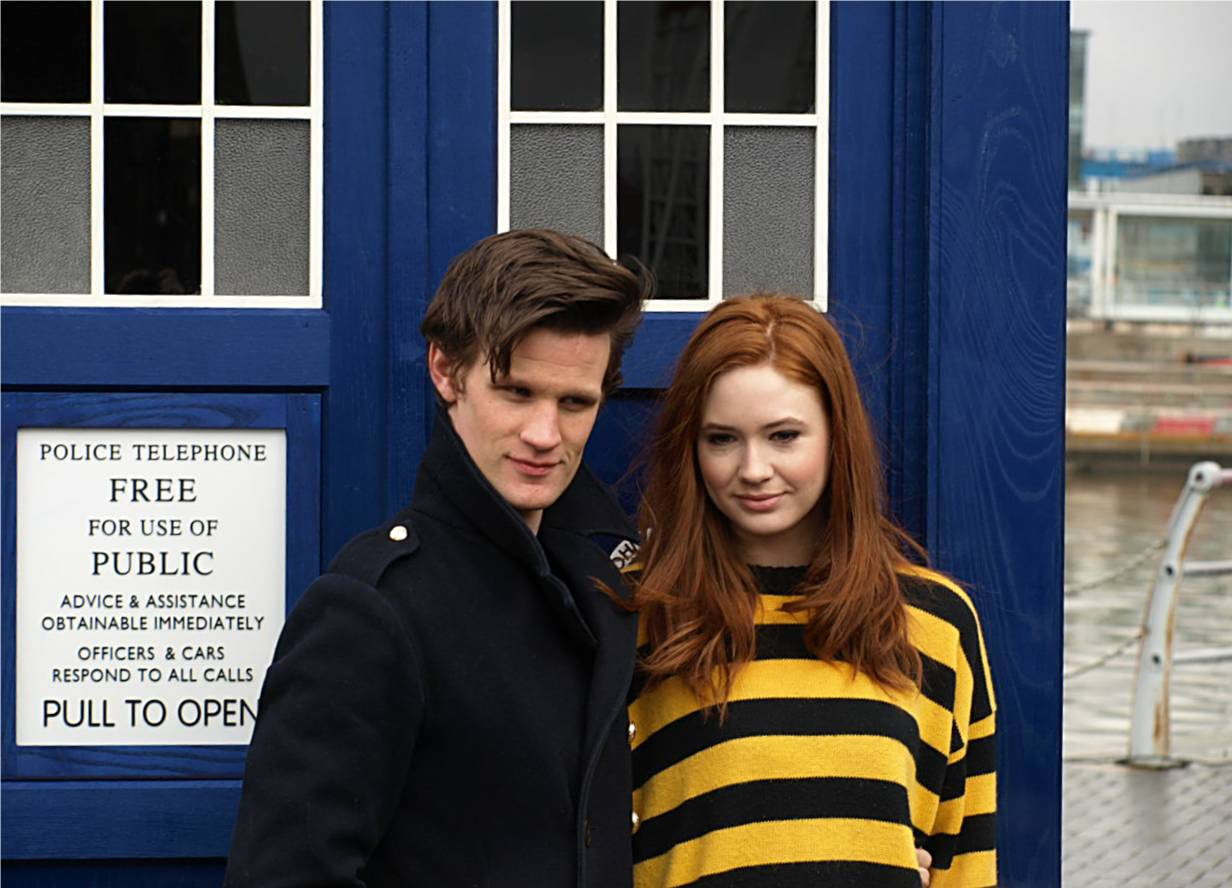
11代目ドクター（演：マット・スミス）とエイミー・ポンド（演：カレン・ギラン）

11代目ドクター（Eleventh Doctor）とは、英国で60年以上続く人気ドラマ『DOCTOR WHO（ドクター・フー）』の主役キャラクターであり、英国俳優マット・スミスが演じている（マット・スミスは一番若くしてドクターを演じた俳優であった。当時26歳。）。

## 解説
実際に英国ロンドンで1960年代によく見られた青いポリスボックスの外観をしたターディスと呼ばれるタイムマシンを所持する、1000～2000歳近い、惑星ギャリフレイ出身のタイムロードと呼ばれる異星人である。タイムロードは死の危険に瀕した際肉体を再生することができ、11代目ドクターは11番目の生まれ変わりのドクターである。
904歳からおよそ1900歳くらいまでの間11代目のドクターとして同じ顔と体だったと考えられるが詳細の年齢は不明。
タイムロードの再生は12回までと決まっているとされており、10代目ドクターが同じ姿のまま再生したり、ウォー・ドクター（演：ジョン・ハート）の存在も1回と数えるため、すでに再生能力を使い果たしていたと思った11代目ドクターは、最期に眠る地、惑星トレンザロアで何百年も暮らして年老いた姿になっていた。惑星トレンザロアで過ごした正確な年数は不明であり、12代目ドクターが2000歳位と発言していたことから、およそ1900歳くらいまでは11代目であったと考えられる。

## 11代目ドクターの性格・特徴

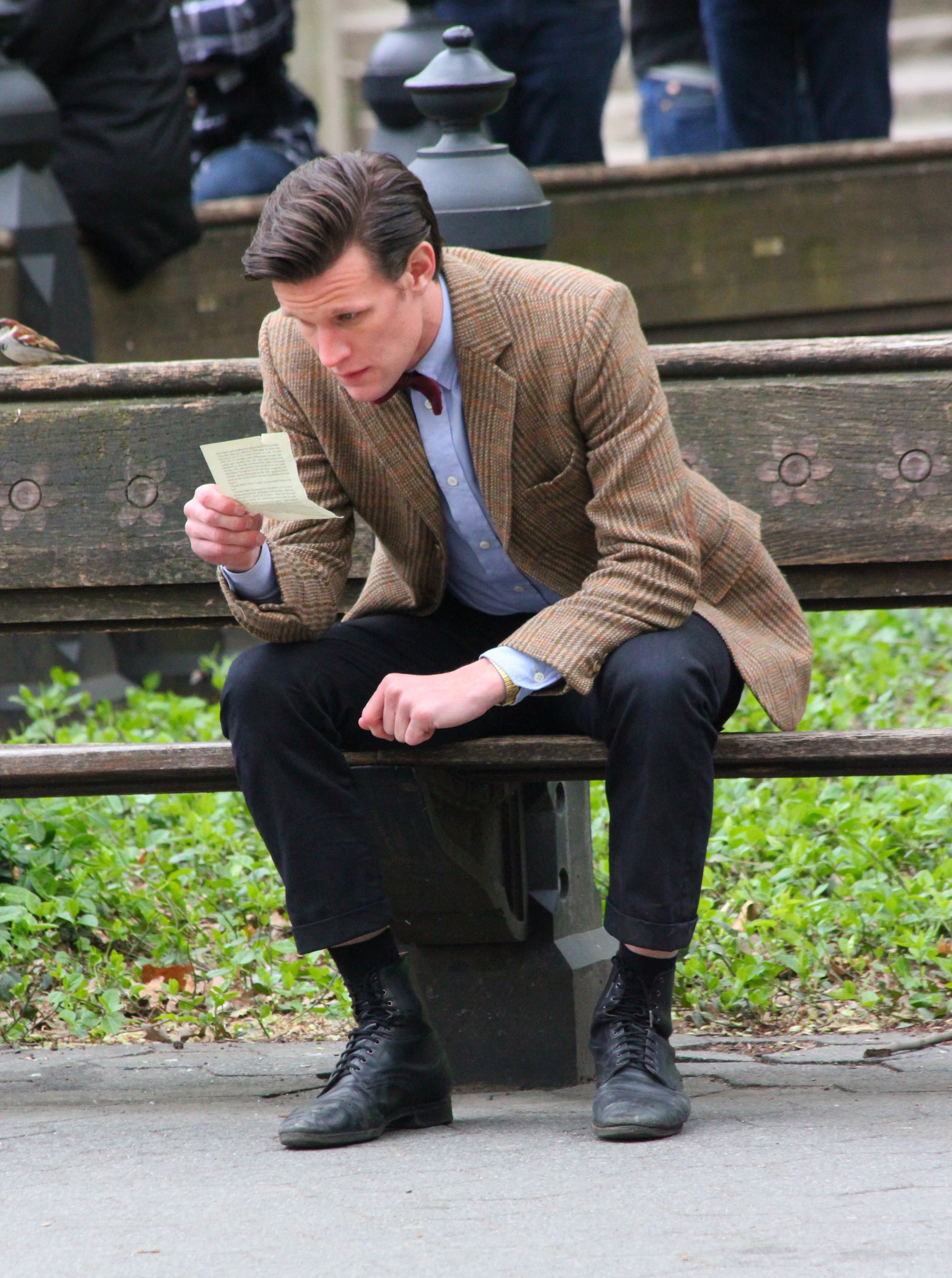
蝶ネクタイ姿の11代目ドクター

### 服装・身なり
歴代ドクターと同一人物とは思えない若い外見で、ツイードのジャケットに蝶ネクタイ、サスペンダーをつけていて黒茶色の細身な革ブーツを履いているが、クララ・オズワルドに出会う頃からAラインが際立つ黒いコートとベストを着用する。初期の頃のツイードのジャケットや蝶ネクタイなどは、アトラクシから地球を守った時に病院の更衣室から盗んだ。
蝶ネクタイを冷やかされることが多いが「Bow ties are cool.（蝶ネクタイはクールだろ）」と毎度答え、自分が気に入っていれば周りから見てどうかなど気にしない。
蝶ネクタイは衣装合わせの際にマット・スミスが提案したようで、製作のスティーブン・モファットは当初拒否したが、マット・スミス本人が「Bow ties are cool.（蝶ネクタイはクールだ）」と言ったことから、後のセリフが生まれた。
トルコ帽とテンガロンハットが好きで、特にトルコ帽は見つけると素通りすることが出来ない。

### 性格
ひょうきんで変わり者、情緒深くとても優しいため、誰からも好かれその場にすぐ馴染む。だが氷の心を隠していて、見た目よりもずっと年老いていることがわかるような恐ろしく冷たい目をしているときがある。ダーレクに対する憎しみが半端ではないのも特徴の一つ。
時に激昂したりすると普段がお茶目なだけに非常に恐ろしいという一面もある。特にシーズン6第7話『ドクターの戦争』でデーモンズ・ランでマダム・コヴァリアン率いるコヴァリアン修道会やサイレンス（宗教団体）と戦争を起こした際、カーネル・ランナウェイ（逃走大佐）やマダム・コヴァリアンに対して見せる憤怒はひどく恐ろしい。
前後の9代目、10代目と12代目、13代目において、ドクターが涙を見せることはほぼ無いに等しいが、11代目ドクターは感情豊かなため、何度も涙を流す。
「～are cool」（～はクールだ）、「Geronimo!」（ジェロニモ！さあ行け！）などが口癖である。

### 特技・能力
11代目ドクターは、猫や馬などの動物や人間の赤ん坊と会話ができる。（12代目ドクターは恐竜と話ができるようだったがその後は出来なくなっていた）
その代わり10代目ドクターが頻繁に施していた、相手のこめかみに指で触れてテレパシーリンクを確立する行為は、できるようだが11代目の間に1回しか行わなかった。ルームメイトになったクレイグ・オーウェンズに頭突きで自分の情報や詳細などをテレパシーで送ったが、非常に痛いようで一度しか見られない。
人間には聞こえない音域の音が聞こえることがある様子なのは10代目から変わっていない。
身のこなしが軽く走るのも凄く早く、サッカーがとても上手。（実際マット・スミスは俳優になる前はサッカー少年だった。）

### 特徴
食べ物を吐き出したり、飲み物を口に含んだのをグラスに吐き出して戻したり、つばで髪型を整えたり、指を舐めてかざし方角や風を確かめたり、舌はとても敏感で舐めると色々わかる様子で、雑草を口に入れて調べてみたりと色々とよく舐めたり口に入れる。特に飲み物を口に入れてグラスに吐き出すのは度々やる。酒が嫌いなようでよく吐き出す。

## 11代目ドクターの遍歴
11代目ドクターである間の基本テーマは、時空の裂け目とサイレンス、IMPOSSIBLE GIRLである。
10代目ドクターの再生時にターディスが大きなダメージを受け、不時着した先は寝室の壁のひび割れを怖がる7歳の女の子アメリア・ポンド（エイミー）の家の庭であり、このひび割れが時空の裂け目であった。11代目が12代目に再生する直前までこの時空の裂け目にドクターは翻弄されることになる。それからサイレンスという言葉、種族、宗教団体にも振り回される。
コンパニオンは、エイミー・ポンド（アメリア）、ローリー・ウィリアムズ、クララ・オズワルド、リヴァー・ソング、クレイグ・オーウェンズなど。

## 少女の部屋の壁に現れた時空の裂け目（シーズン5）
11代目ドクターである間のテーマは時空の裂け目であり、再生した直後から12代目に生まれ変わる直前までの数百年間、時空の裂け目に翻弄される。ドクターとエイミー、ローリーの行く場所に都度時空の裂け目が見られ、裂け目に飲み込まれると完全に宇宙の歴史から存在が抹消されるということが徐々に判明していく。
シーズン6第4話『ハウスの罠』で人間の肉体に魂を入れられて話せるようになったターディスに、ドクターが「You have never been very reliable,（君は全くあてにならない乗り物だ）」と言うと、「No,but I always took you where you needed to go.（私はいつもあなたが行く必要のある場所に連れて行ったのよ）」と答えたことから、ターディスは、時空に裂け目が生じたこと、ターディス自身が爆発し歴史や時空が崩壊することを感知したのではないかと考えられる。
自分の寝室の壁に現れたヒビを怖がるアメリア・ポンド（エイミーが7歳の頃）が住む庭に不時着したのは運命的なものと、ターディスの意思であろうことが推測される。

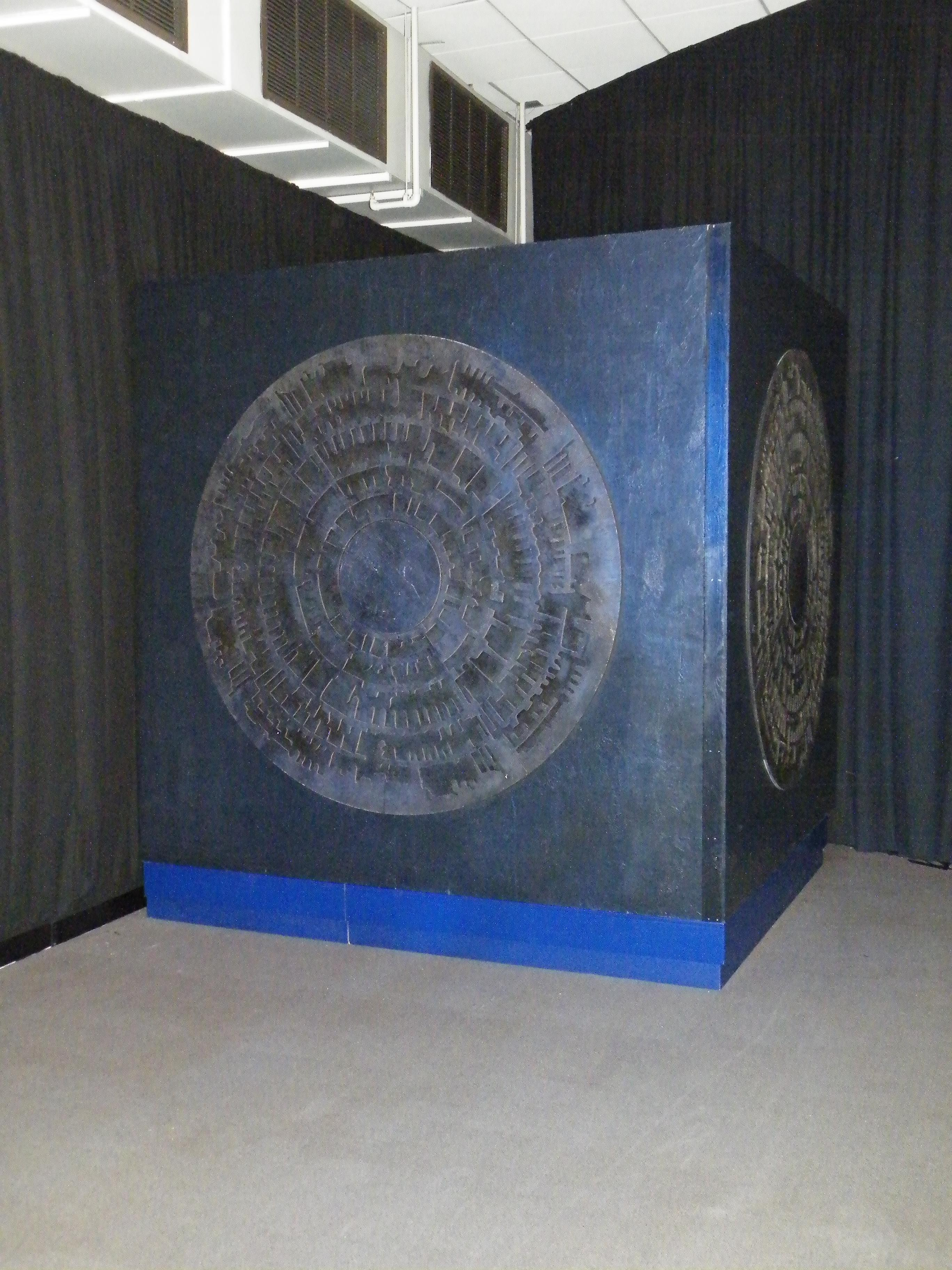
パンドリカ

シーズン5第12話『パンドリカが開く』にて、時空の裂け目が生じたのはドクターのせいだと考えたダーレク、サイバーマン、ソンターランをはじめとした多種多様の異星人たちが同盟を組み、長年に渡って壁のヒビからエイミーの記憶を奪ってシナリオを作り、ドクターをパンドリカという完璧な牢獄に閉じ込めるという罠の綿密な計画を実行した。ドクターはターディスのコンソールの一部であるので、ドクターがパンドリカに閉じ込められたことでターディスが爆発し、台風の目のような場所である地球と月だけを残し、全ての惑星や星、歴史が消滅した。
この時、時空の裂け目は、ターディスが爆発したことによる衝撃でできた傷のようなものだということがわかる。
ドクターはターディスの爆発は自分のせいだと考え、シーズン5第13話『ビッグバン』にて、ドクターは消滅した宇宙と歴史をもとに戻すため、パンドリカ内部から発生される復元エネルギー（パンドリカ内部では決して死ねない作りになっている）の光を宇宙の歴史を繰り返してタイムループしているターディスの爆発の中心部に突入させることにした。
ドクターはパンドリカに乗って爆発の中心部に突っ込み自身が時空の裂け目に身を投じることで、宇宙を再起動させビッグバン２を起こした。
代償としてドクターは裂け目に陥り、全宇宙からドクターが存在したこと自体の記憶が消えてしまった。だが時が巻返しを始めたとき、眠っている7歳の頃のエイミー（アメリア）にドクターが話して聞かせたことやドクターの存在自体が、再起動した宇宙で生活するエイミーの記憶の片隅に留まっていた。
ローリーとの結婚式の日を迎えたエイミーは、覚えていないはずのリヴァー・ソングが窓の外を通るのを見たこと、式場に来ている客の蝶ネクタイやサスペンダー、そして誰かがターディス・ブルーの本（リヴァーの日記帳）を置いていったが古びているのに中が白紙だったこと、そして結婚式にまつわることわざについて考えたときに、7歳の頃聞かされたドクターの話やドクターの存在と全てを思い出した。「Something old, Something new, Something borrowed, Something blue（古いもの、新しいもの、借りたもの、青いもの）」ということわざだ。それを思い出したことで、エイミーはドクターの存在を呼び戻すことに成功し、ドクターは結婚式場に姿を現したのだった。ドクターは、エイミーが長年壁のヒビを通じて宇宙と繋がっており特別な存在だとわかっていたが、それでもドクター自身も驚いた。

### ■コヴァリアン修道会とサイレンス
ターディスの爆発は自分のせいだと長年考えていたドクターだったが、ペイパル・メインフレーム（宇宙の警備教会）の最高指導者ターシャ・レムから、ペイパル・メインフレームに離反したマダム・コヴァリアン率いるコヴァリアン修道会やサイレンス（宗教団体）が、外部からターディスを操り意図的に爆発させたことが、時空の裂け目を生じさせた原因だったことが判明する。
マダム・コヴァリアンとサイレンス（種族）は、度重なるタイムトラベルでタイムヴォルトの影響を受けタイムロードのDNAを含む子供を妊娠したエイミーを誘拐し、フレッシュのゲンガーを作ってエイミーの偽物を送り込み、本物のエイミーと赤ん坊を人質にしてドクターとの戦争を起こした。
シーズン7第7話『ドクターの戦争』にてドクターとマダム・コヴァリアンらサイレンス（宗教団体）の戦争が起こり、戦争には無血で大勝利するが、エイミーとローリーの娘であるメロディー・ポンド（リヴァー・ソング）が奪われ、一時ひどくドクターを落胆させた。
ドクターに対抗する武器にするためにエイミーとローリーの娘であるメロディー・ポンド（リヴァー・ソング）をさらって洗脳し、ドクターを暗殺する武器として育てることが目的であった。
その理由は、惑星トレンザロアのクリスマス村に生じた時空の裂け目の向こう側から、ドクターの本名を聞きポケット宇宙からこの宇宙に戻ってこようとしているギャリフレイのタイムロードらがこの宇宙に戻り、果てしない宇宙戦争（タイム・ウォー）が再び開戦することを防ぐためだ。ドクターをトレンザロアに行かせないために歴史を変えたり、ターディスを爆破したり、ドクターを幾度となく殺そうとするマダム・コヴァリアンらコヴァリアン修道会の策略であった。

### ■惑星トレンザロアの時空の裂け目
50周年記念スペシャル『ドクターの時』にて、惑星トレンザロアから発信された謎の信号をたどってきたドクターは、クリスマスと呼ばれる村の教会の壁に、久方ぶりに裂け目を見つけ、まだ終わっていないとわかっていた、と言っている。謎の信号はその裂け目の向こう側から発信されているもので、「宇宙最古の日常に潜んでいる問い」であった。「沈黙・静寂・サイレンスで答えなければならない」という謎の言葉はドクターに長年つきまとっていたが、その問い「Doctor who?（ドクターの名は？）」に答えてはならない、名前を言ってはならない、という意味であることがついに判明する。
このときドクターは惑星トレンザロアとタイムロードたちを守るために数百年間惑星トレンザロアに定住していたためにひどく年老いていたが、再生もできず、そのまま死ぬ運命であったが、クララ・オズワルドが裂け目の向こうのタイムロードたちに対して、ドクターを助けて欲しいと懇願したことで、裂け目の向こうからドクターに再生エネルギーが送られ、その後ついに11代目ドクターが長年悩まされてきた時空の裂け目が、完全に口を閉じた。

## ドクターからの招待状（シーズン6）
ビッグバン２を起こして宇宙と歴史を救ったドクターだったがすぐにまた難題に直面する。ドクターは2011年4月22日の午後5時2分にアメリカ・ユタ州セレンシオ湖で必ず死なねばならず、それは覆せない運命であることがわかる。
この場所は時の静止点であり、固定ポイントが確定しやすいために選ばれた場所で、ドクターが死なないと固定ポイントが崩され歴史が崩壊する定めにあった。ドクターは死なずに済む方法を長い期間模索し続けるがなかなか見つからなかった。
だがリヴァーが運命に逆らいドクターを殺さなかったことで、ドクターが死ぬ現実と死なない現実が一挙に起こり、歴史は崩壊し、時計は2011年の4月22日の午後5時2分を指したまま進まなくなり、歴史が同時に起こって止まらなくなってしまった。時は止まっているのではなく、死にかけていた。ドクターは歴史を正しく元の状態に戻すために一計を案じることとなる。

### 差出人不明のブルーの封筒とドクターの死
エイミーとローリー、リヴァーのもとに差出人不明の手紙が届き、座標が書かれた紙が入っていた。3人は封筒がターディス色の青だったため、ドクターからだと悟りアメリカ・ユタ州のセレンシオ湖近辺へ向かうとドクターが待っており、ドクターは「ピクニックしてから1969年に行こう」と言い、4人でピクニックしていると、謎の男性が遠くに現れ、その後ドクターは湖から現れた謎の宇宙飛行士に撃たれ、再生途中で射殺される。
タイムロードの肉体は奇跡なため細胞一つをめぐって戦争も起こりかねないので、リヴァーたちは、謎の男性が持参したガソリンでドクターの遺体を燃やすことにする。
だがしかし、ピクニックの前に寄ったカフェにエイミーとローリー、リヴァーが戻ると、そこにドクターが現れた。先ほど会ったドクターは1103歳だと言っていたのだが、カフェに何事もなかったように現れたドクターは906歳だと言い、ボートで燃えた死んだドクターは200年後のドクターなのだということを3人は察する。青い封筒を受け取ってやってきた906歳のドクターは訳が分からず、3人に誰からの手紙だと詰め寄って怒りまでぶつける。だがドクターが未来を知れば宇宙に穴が開くかもしれないため3人はドクターには未来のドクターと会ったことは言わないことにする。

### アメリカでのサイレンスとの死闘

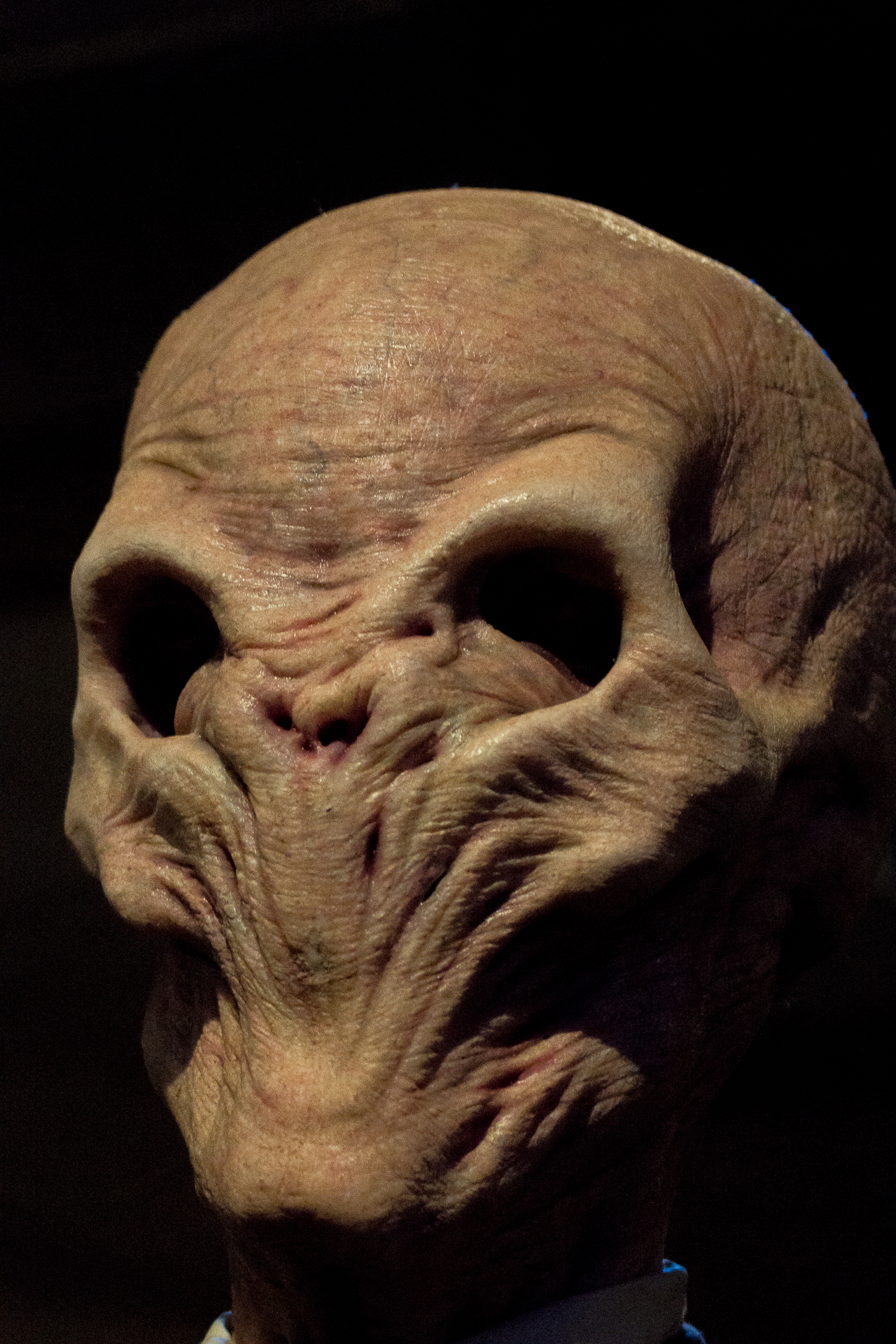
サイレンス（種族）

ドクターとエイミー、ローリー、リヴァーは湖に訪れた謎の男性、カントン・デラウェア3世の名前と1969年というキーワードをもとに、アメリカに赴くことに。
アクシデントでアメリカ大統領の執務室内にターディスで乗り付けてしまったドクターだったが、ニクソン大統領が2週間ほど毎日どこにいても直通でかかってくる電話に悩んでおり、カントンがその話を聞いているところであった（湖に現れたのは年老いたカントン）。大統領もカントンも突然現れたドクターとターディスにひどく驚いたが、ドクターはこの件は僕が引き受けると言い、小さな女の子からの大統領への直通電話がどこからかかってきてるのかを調べることにする。女の子が名乗った名前は、通りの名前であり、そこへカントンと共に皆で赴くが、少女は見つからず、一行はサイレンスというエイリアンと遭遇する。
サイレンスは目を離した瞬間に姿形も情報も脳に残らないため覚えていられず、誕生してからずっと人間は何千年もの間サイレンスに操られて死んできたということがわかる。
ドクターはエイミー、ローリー、リヴァー、カントンと共に、世界中に存在するサイレンスから地球や人類を守るために戦った。ドクターはサイレンスをトリックにはめ、人類はサイレンスを見たら即座に抹殺すべきだというメッセージを、宇宙飛行士ニール・アームストロングが月に最初に一歩踏み出した映像に混ぜ込んだ。人類は目を背けた瞬間サイレンスの存在を忘れてしまうが、サイレンスは地球にいたら今後は抹殺されるように仕向けたことによって、人類はサイレンスの蹂躙から開放された。

### エイミーがゲンガーとすり替えられた

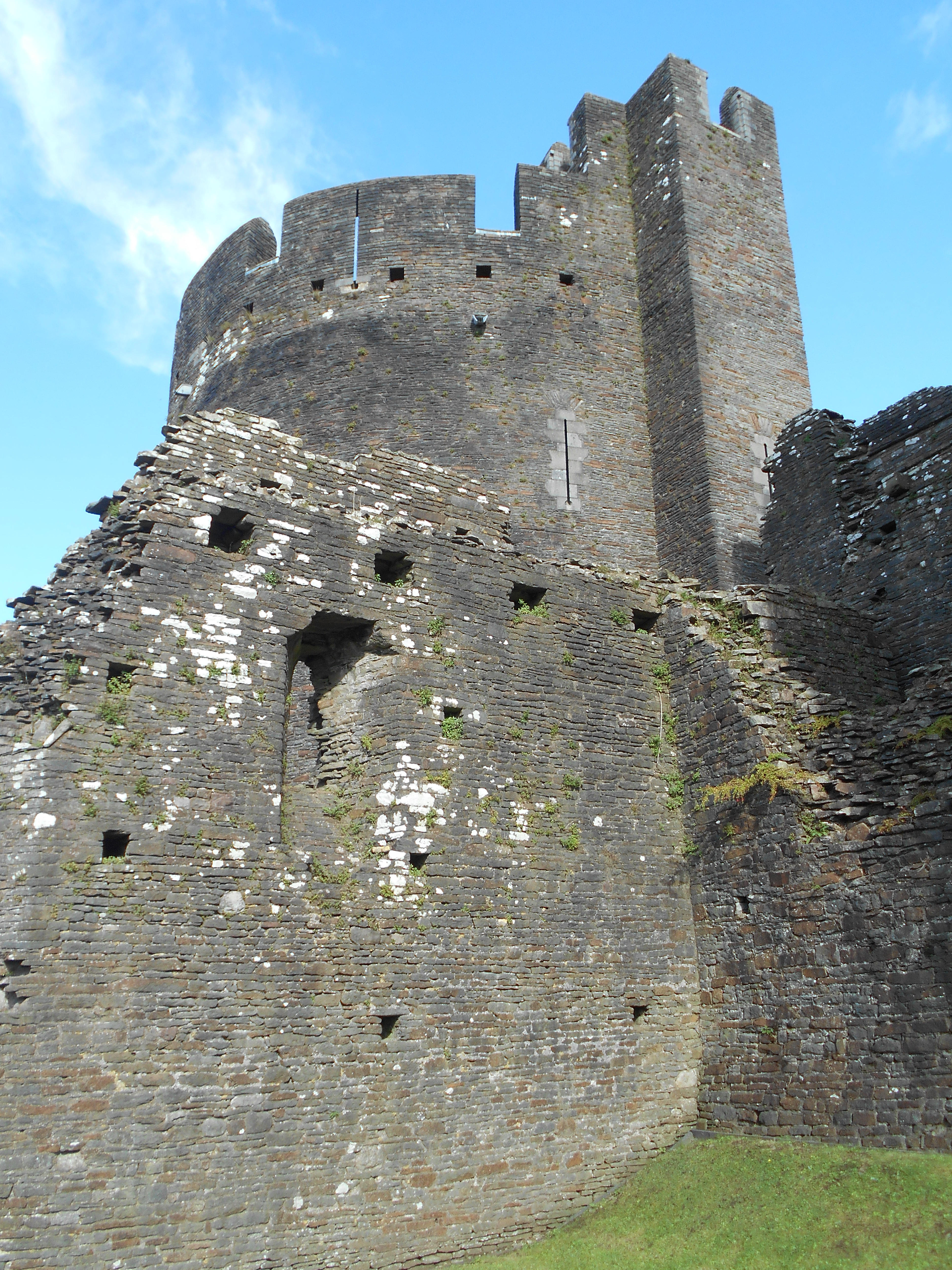
「人造人間たち」のロケ地

エイミーが妊娠したと言ったため、ドクターはひそかに妊娠判定をターディスで見ていたが是非を繰り返しはっきりしない時期が続いたので、ドクターは今一緒にいるエイミーはフレッシュまたはゲンガーと呼ばれる人造人間で、本物のエイミーの意識の信号をゲンガーが受け取っているのではと疑っていた。なのでドクターはフレッシュ製造の初期の技術を見に行くことにした。本物のエイミーからフレッシュに送られてくる信号をブロックする方法を知りたかったためだ。
シーズン6第6話『人造人間たち』、第7話『ゲンガーの反乱』にて、太陽嵐のせいで、これまでただの工場の部品として酷い扱いを受けてきたゲンガーが意思を持つようになり反乱を起こした。
ドクターは、エイミーがゲンガーかどうか確かめて本物の位置を知るためと、ゲンガーたちとオリジナルの人間たちとの戦いを収めるため、アクシデントで出来てしまったゲンガーのドクターを本物のドクターだと皆に思い込ませるために入れ替わるというトリックを仕掛け、最後まで全員を騙した。
最初はこのゲンガーのドクターが、アメリカのユタ州で死んだのではないかと思われたが、怪物化したゲンガーを退治したと同時にゲンガーのドクターも溶けて消えてしまったため、ユタで死んだのはゲンガーではないことがここでわかる。
アメリカに行く前から、エイミーはゲンガー（フレッシュ）だったことが判明する。

### ドクターの戦争（デーモンズ・ラン）

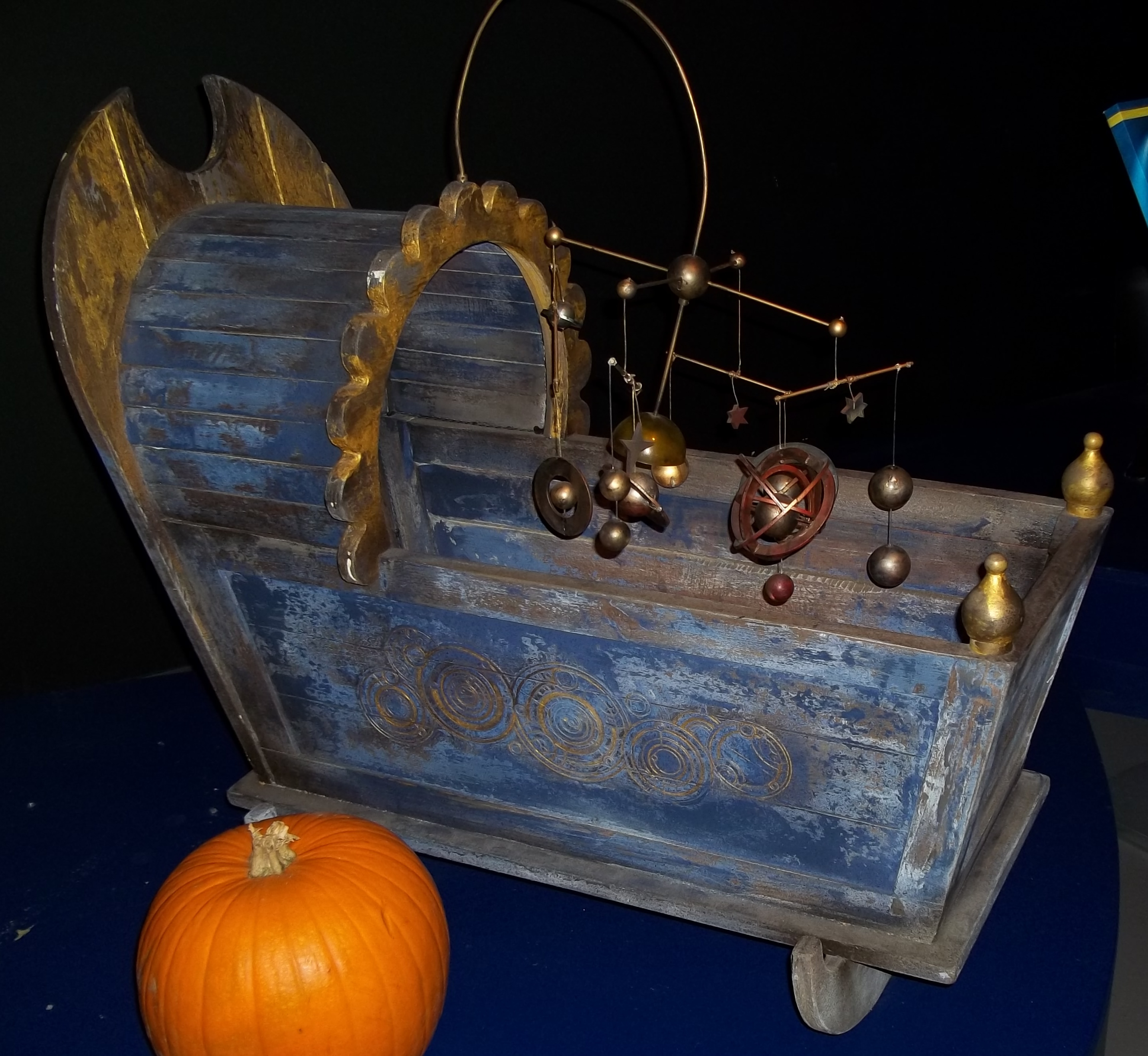
ドクターのベビーベッド

本物のエイミーの居場所がデーモンズ・ランであることを突き止めたドクターは仲間を集め、人質にされているエイミーと赤ん坊を救出することを目的として戦争を起こす（シーズン6第7話『ドクターの戦争』）。
サイルリアン族のマダム・ヴァストラ、その妻の人間のジェニー、ソンターラン族のストラックス、モルドヴァ、サイルリアン族、ジュドゥーン族、海賊エイブリーたちが集まったが、ローリーがリヴァー・ソングに加勢を願いに行くと断られた。デーモンズ・ランは戦いの名前でもあり、ドクターは無血で最大の功績を残すが地の底に落ちるということをリヴァーは話した。
マダム・コヴァリアン率いる宗教団体サイレンスまたはコヴァリアン修道会と、同盟を結んだ首なし修道士らとの戦争は、ドクターが敵を華麗に欺き、無血で大勝利を納めるが、ドクターはマダム・コヴァリアンに2度も騙され、一度取り戻したかに思えた赤ん坊メロディ・ポンド（エイミーとローリーの娘）がフレッシュで、一瞬で液体になり消滅、結局赤ん坊はマダム・コヴァリアンらに奪われてしまう。だがその赤ん坊、エイミーとローリーの娘の正体はリヴァー・ソングだということがここで明かされるのであった。

### エイミーの幼馴染メルスの正体

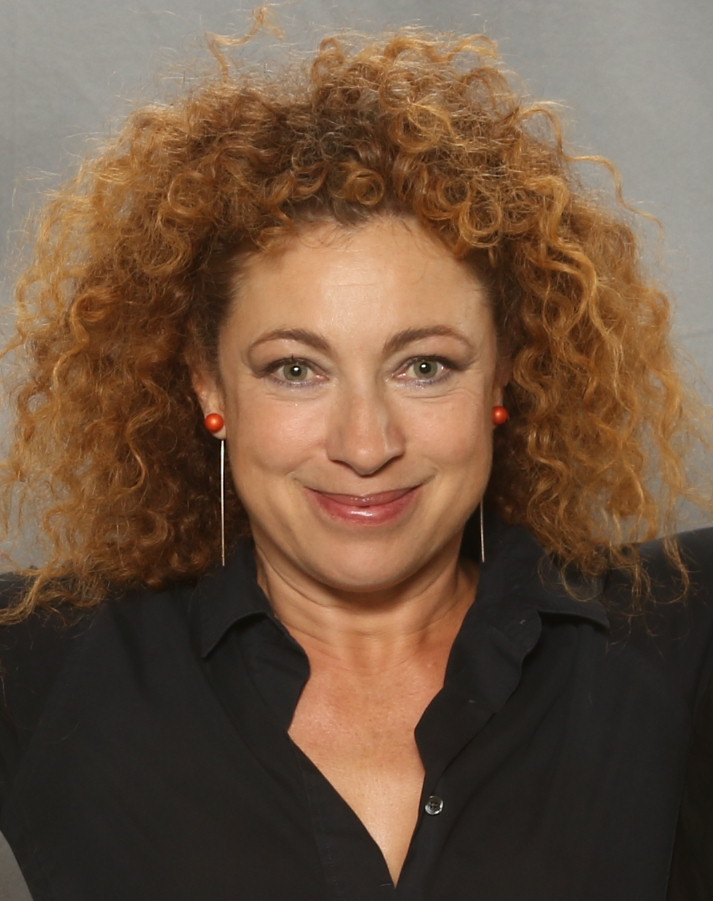
リヴァー・ソング

戦争後、しばらく連絡がつかなかったドクターをエイミーとローリーが呼び戻すと、そこに2人の幼馴染のメルスという女の子が現れ、メルスは実は二人の娘リヴァー・ソングで、タイムロードのDNAを持っているために再生し、リヴァーの姿になる。リヴァーはデーモンズ・ランのあと洗脳されドクターを殺すために訓練されており、リヴァーの姿になった途端ドクターを殺そうとし、毒入り口紅をつけてドクターにキスしドクターは瀕死状態に。
そこに司法船テッセレクタという姿を変えられるロボットが偶然居合わせる。このテッセレクタの中には小型化された人間が400人以上搭乗しており、タイムトラベルして犯罪者を寿命が尽きる直前に捕らえて地獄に送るという仕事をしていた。
それを見ていたテッセレクタの船員たちは、極悪な犯罪者を見つけたと躍起になる。アメリカ・ユタでドクターを殺す女、それはリヴァー・ソングであることがここで判明する。その事実を何者かが撹乱し、アメリカに行くより前にドクターは毒死させられることになる寸前だったが、リヴァーが再生エネルギーを全て使い果たしてドクターを救った。
そして司法船テッセレクタからデータを抜き取ったドクターは、必ず2011年4月22日のアメリカ・ユタ州で自分が必ず死なねばならぬ運命だということを知る。

#### ■リヴァー・ソングの運命
リヴァーは宇宙最大の図書館で10代目ドクターの前で死んでしまったが、10代目ドクターによって、図書館のサーバにアップロードされデータとして生き続けていた。死ぬまでリヴァーがずっとこのときから姿が変わらなかったのは、11代目ドクターに再生エネルギーを全て与えてしまいもう再生できなかったためだ。
後にリヴァーは12代目ドクターから惑星ダリリアムの歌う塔の前のレストランでソニック・スクリュードライバーをプレゼントされ、24年間という長い一夜を共に過ごした後、図書館に現れ10代目ドクターと会って死に、データとして生き続けていた。そして11代目ドクターが将来埋葬される墓のある惑星トレンザロアに現れ、ドクターと共に墓に訪れたクララ・オズワルドとリンクしてデータの意識だけがそこに存在しており、実際にはそこにいなかったが、ドクターはいつでも姿は見えていたし声も聞こえていたようで、ドクターだけが彼女に触れた。ドクターはリヴァーに遂に別れを告げ、リヴァーの意識はここで消滅することとなる。

### 死の運命から逃れられないドクターの秘策
ドクターは2011年4月22日にアメリカ・ユタ州のセレンシオ湖で死ぬという瞬間からずっと逃げ続け、なぜ死なねばならないのかを必死に調べて回ったが、必ず2011年4月22日午後5時2分に死ぬことは確定していて変えることはできず、変えれば歴史は崩壊し、時間は2011年4月22日午後5時2分のまま進まず、時が死に現実全てが崩壊するということを遂に理解したドクターは湖に向かう。
だがドクターの暗殺するはずの宇宙服のリヴァーが運命に逆らったせいで、ドクターが死んだ現実と死ななかった現実が同時に起き、時が引き裂かれ現実が崩壊していくこととなり、歴史が一遍に同時に起こって止まらない状態になった。（シリーズ6第13話の最終話『ドクター最後の日』）。
歴史と時間が崩壊し始め、ドクターは別の現実で生きるエイミーやローリー、リヴァーに会うが、リヴァーと触れることにより時を元に戻そうとするドクターを、リヴァーたちは妨害する。「ドクターを助けて」という救難信号に対する「もちろん助ける」との返答が億と寄せられていることを、ドクターに知らせて、ドクターがいかに宇宙で愛されているかを知らせないまま死なせたくないというリヴァーたちの想いからの行動であった。
ドクターは、自分のせいで無数の命が犠牲になることは耐えられないので、現実を戻してくれとリヴァーに懇願するが聞き入れられないので、リヴァーを妻とすることにし、リヴァーにだけ秘密を話した。
司法船ロボットのテッセレクタの中に潜んで操作していたドクターは、ドクターの姿をしたテッセレクタの瞳の中から、リヴァーに手を振った。リヴァーはドクターの真意を理解し、ドクターが死ぬという現実に戻すことに同意した。
アメリカ・ユタ州のセレンシオ湖で射殺されボートで燃やされたのはテッセレクタであり、運び入れてあったターディスでドクターは逃げ、またしても死の運命を免れた。

#### ■沈黙で答えなければならない、宇宙最古の日常に潜む問い

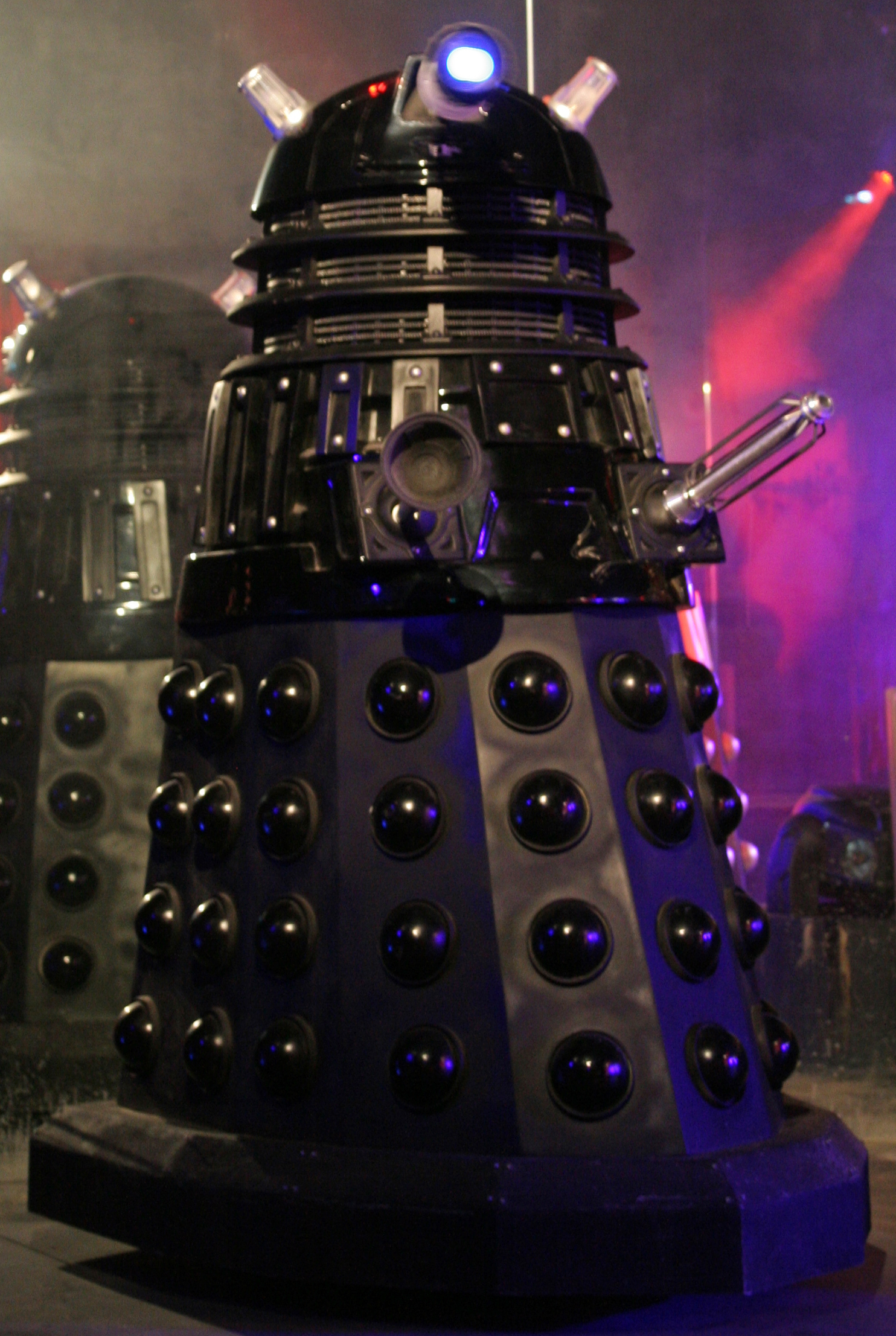
ダーレク

ドクターは、デーモンズ・ランで共に戦ったモルドヴァの元に辿り着き、「沈黙（サイレンス）で答えなければならない宇宙最古の日常に潜んでいる問い」とは何なのかを知ることとなる。「Doctor who?（ドクターの名前は？）」という問いだ。これには沈黙で答えなければならないという意味であった。
この時点ではドクターにはなぜ名前を問われていて、それにサイレンスで答えなければならないのかはわからなかったが、後に50周年記念クリスマススペシャル『ドクターの時』ですべてが判明する。
ドクターの名を問う質問を投げかけているのは、別の宇宙からこの宇宙に戻ろうとしているギャリフレイのタイムロードたちであり、それはドクターの墓がある惑星トレンザロアに開く時空の裂け目から送られてくる問いであった。トレンザロアの周りには信号を聞きつけたダーレクやサイバーマン、ソンターランなど無数の艦隊が存在し、ギャリフレイが戻れば、再びタイム・ウォーが開戦され、宇宙戦争がまた起こると踏んだペイパル・メインフレーム（宇宙の警備教会）が、「ドクターは名前を問われても沈黙（サイレンス）で答えなければならない」という宣言を出し、それは単に平和を求めるものであった。
だが、ペイパル・メインフレームを離反した過激派のマダム・コヴァリアンらコヴァリアン修道会やサイレンスが、最初から影で糸を引いており、エイミーを誘拐してタイムロードのDNAを持つメロディ・ポンド（リヴァー・ソング）をドクターを殺す武器として育ててドクターを暗殺しようとしたり、時空の裂け目ができたのもコヴァリアン修道会らがターディスを外部から爆破させたからであった。それはすべて、惑星トレンザロアの向かう前にドクターを殺すという目的で動いていたからである。
11代目ドクターが再生し、7歳のアメリア・ポンド（エイミー）と出会って時空の裂け目を彼女の部屋の壁に発見したときから、なぜ時空の裂け目が存在するのかや、サイレンスという言葉、ターディスの謎の爆破、パンドリカへの収監とビックバン2など、すべてがつながっており、「Doctor who?」という問いに応えさせないため、惑星トレンザロアに行かせないため、ドクターは最初から操られていたことがわかる。

## IMPOSSIBLE GIRLとトレンザロア（シーズン7）

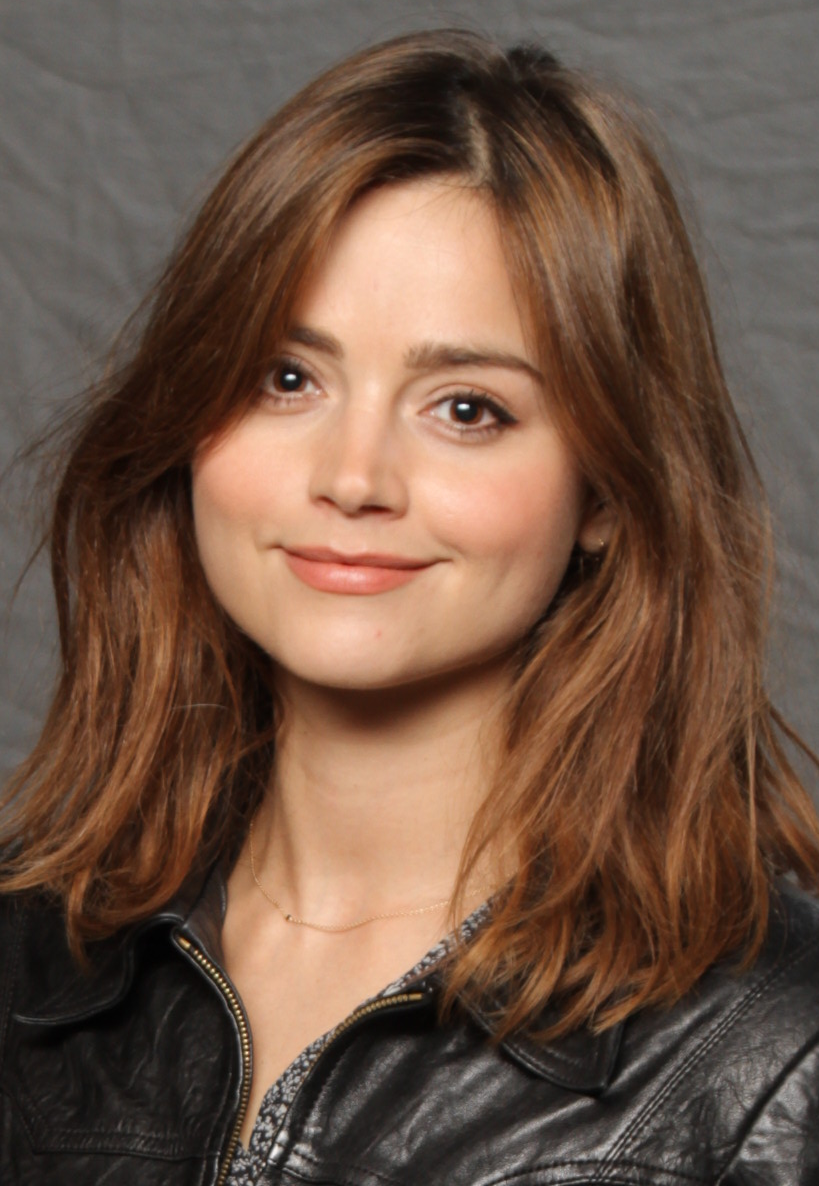
クララ・オズワルドを演じたジェナ・コールマン

死を免れた後もエイミー、ローリーと共に旅を続けていたが、嘆きの天使という彫像の姿をしたエイリアンの攻撃によって2人を失ったドクターは深く傷つき、しばらくの間、地球で生活しマダム・ヴァストラらと親交しつつも、人間や地球を救う活動をやめ、ヴィクトリア時代のロンドンで、ターディス内で引きこもって暮らしていた。
そんな折クララ・オズウィン・オズワルドに出会って、シーズン7第1話『ダーレク収容所』にて、ダーレクに改造されたものの、ドクターたちを助けてくれた後死んだ女の子、オズウィン・オズワルドと同一人物であると気付き、ドクターは心を再び開き、彼女と一緒に地球の危機を救うが、彼女もまたその過程で死んでしまう。
ドクターは、何度も死ぬクララ・オズワルドという存在がIMPOSSIBLE GIRL（あり得ない存在の女の子）であるとして、自分を助けて2度も死んだことで非常に関心を示し、クララを探すために寺院に籠もって研究していたが、クララからターディスに電話が掛かってきたことで、彼女と旅を始めることとなる。

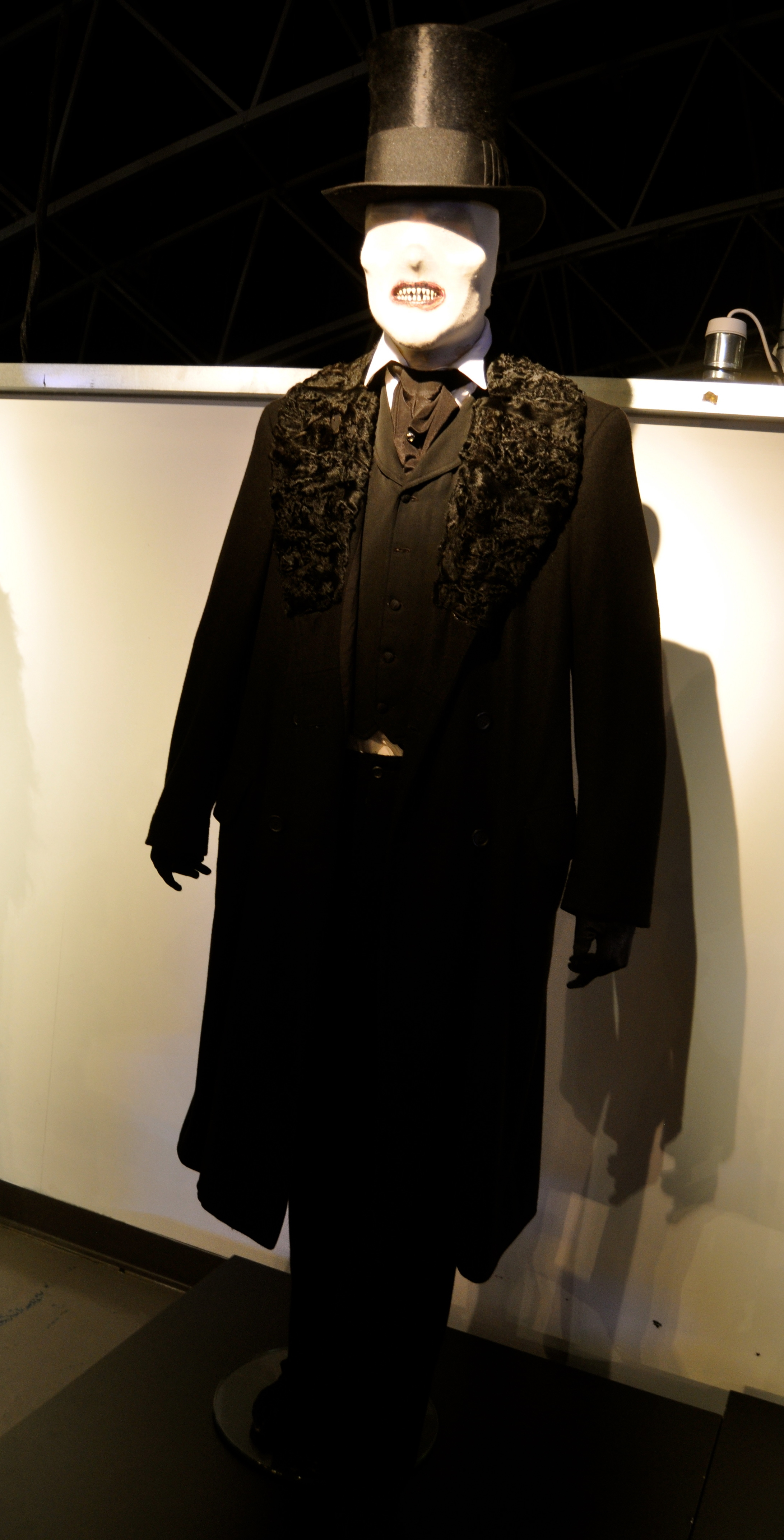

### IMPOSSIBLE GIRLとの旅と大知性体との戦い
地球でネットを使って魂を食らっているグレート・インテリジェンス（大知性体）からクララを守ったことで、彼女との絆を深めたドクターは再び冒険の旅を始め、地球や他の惑星を救うためにクララと共に尽力する。
シーズン7のクリスマススペシャル『スノーメン』で出現したグレート・インテリジェンス（大知性体）が、このシーズンでは最大の敵であり、グレート・インテリジェンスによって惑星トレンザロアにあるドクターの秘密が暴かれると知ったマダム・ヴァストラ、ジェニー、ストラックスから警告を受けたドクターは、クララを連れて惑星トレンザロアのドクターの墓へ向かうことになる。
惑星トレンザロアのドクターの墓には、グレート・インテリジェンスとその手先ウィスパーメンが、マダム・ヴァストラらを人質に待ち構えており、ドクターの墓に入るにはドクターの本名が必要だったがドクターは応えようとせず、クララとリンクして存在していたリヴァー・ソングがドクターの代わりにドクターの本名を言ったことで墓の門が開かれた。
そこに納められていたのはドクターのこれまでの人生のタイムラインが絡み合ったものであったが、そこにグレート・インテリジェンスが入り込むことで、ドクターの人生のタイムラインにグレート・インテリジェンスが散らばり、ドクターのこれまでの戦いの勝利を敗北へと変えてしまう。
そのことで、これまで歴代のドクターに救われてきた惑星や星々、たくさんの生物が死滅し、宇宙からすべてのものが消え失せることとなり、ドクターは人生が焼き尽くされると感じ悶絶していたが、クララはここで自分が、ドクターのタイムラインに散らばったことでIMPOSSIBLE GIRL（あり得ない存在の女の子）になったのだと悟り、ドクターのタイムラインに飛び込んで散らばり、これまでの歴代のドクターを助けることで宇宙を救った。
クララをそこから助け出すことは不可能かと思われたが、ドクターは危険を顧みず自身のタイムラインに飛び込み、クララを救出することに成功する。

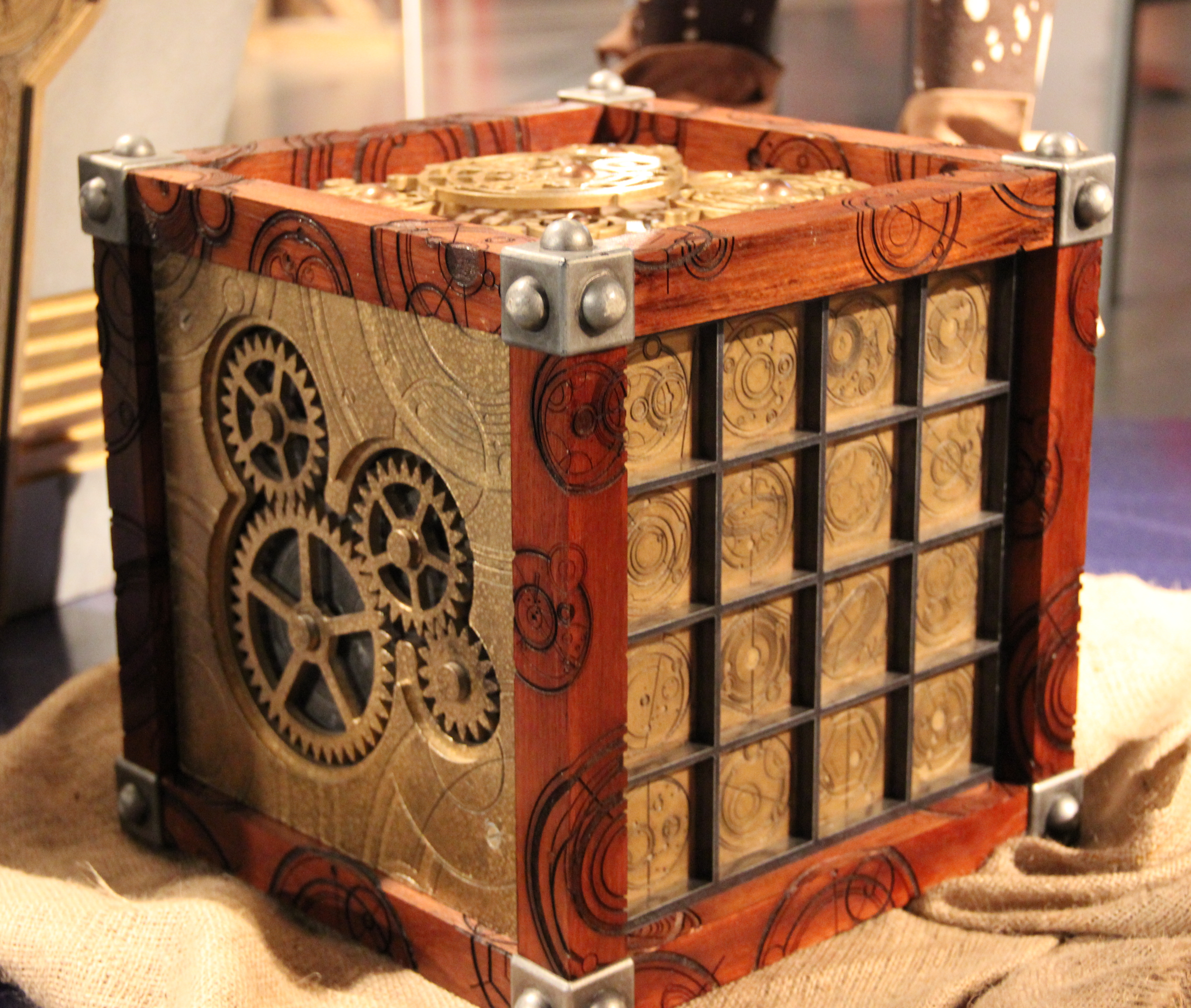
モメント

### ウォー・ドクターとギャリフレイ救出
ドクターのタイムラインの中にはクララが見たことがないドクターの姿があり、それはウォー・ドクター（演：ジョン・ハート）の姿であった。
タイム・ウォーでのダーレクとタイムロードとの壮絶な戦いで宇宙が燃え尽きようとしているのを見兼ねたウォー・ドクターは、モメントという史上最強の武器を使い、ギャリフレイを焼き尽くしダーレクの艦隊を全滅させ、タイムロードも全員星ごと消滅させた張本人であり、ドクターの最大の恥ずべき秘密の存在であったため、歴代のドクターはウォー・ドクターを『ドクター』とカウントしないで生きてきたのだ。
50周年記念クリスマススペシャル『ドクターの日』の中で、宇宙最強の武器モメントのインターフェイスが、かつてのコンパニオンであるローズ・タイラーおよびバッド・ウルフの姿でウォー・ドクターの前に現れ、11代目ドクターと10代目ドクター（演：デヴィッド・テナント）、ウォー・ドクターを一同に集め、モメントを起動させギャリフレイを焼き払おうとするウォー・ドクターの良心を取り戻させようとする。
3人のドクターは、その過程で共に力を合わせて地球を侵略しようとするザイゴンの企みを阻止する。
そして宇宙を救うために他に為すすべ無しという結論にドクター3人共に至り、モメントを起動させるという決意を3人で固めるが、クララに諌められたこともあって11代目ドクターは心変わりし、ギャリフレイを救い出すためにこれまでずっと考えていた策を他のドクターにシェアする。

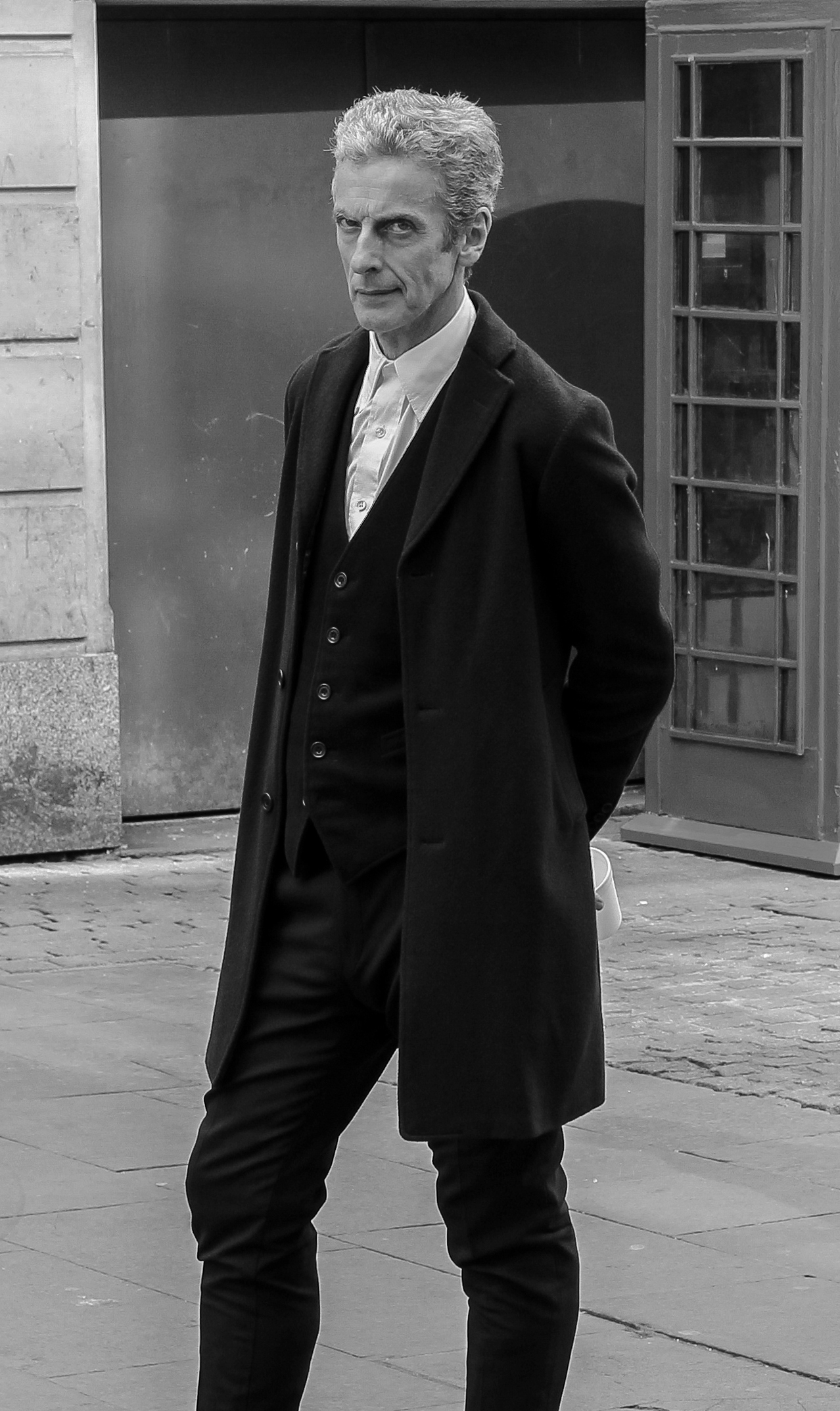
12代目ドクター（演：ピーター・カパルディ）

12代目ドクター（演：ピーター・カパルディ）を含めた13人のドクターがターディスに乗って現れ、ギャリフレイの周りを周回し、時間凍結してタイムロードも惑星に残したまま保存するという方法で、ギャリフレイ救うことにした。ギャリフレイを囲んでいたダーレクの艦隊はそれによって全滅したが、惑星を救えたかどうかは確かではなかった。
そこへ4代目ドクター（演：トム・ベイカー）が現れ、ギャリフレイは救えていたようだと匂わしたため、11代目ドクターはギャリフレイと同胞タイムロードたちを探す決心をする。

#### ■ギャリフレイは救えていたが腐敗
11代目の間にはギャリフレイを見つけることは出来なかったが、12代目に再生してから、ギャリフレイの最高司令官ラシロンによって罠にはめられた過程でギャリフレイに帰郷する。
12代目ドクターは、ラシロンの策略によって45億年間牢獄に閉じ込められ、根性だけで脱出した。（ラシロンは再生したため姿は変わったが、かつて10代目ドクターの姿のとき、シーズン4スペシャル『時の終わり』にて、ドクターの同胞であり宿敵マスターの地球侵略に乗じて現れ、ギャリフレイ復活、地球滅亡を企てた。）
12代目ドクターが牢獄を抜けた先がギャリフレイであったが、45億年間も牢獄に閉じ込められたこともあって12代目ドクターは非常に激怒しており、ラシロンが直に現れるまで無視し続けた。

### 再生エネルギーを使い果たしていた11代目ドクター
11代目ドクターへ再生した後には言及されていなかったが、タイムロードは12回まで再生できるというルールがあり、まだ再生回数は残っていると思われたが、10代目ドクターは同じ肉体のまま再生しているし、タイムロード族と宿敵ダーレク族との間に起きたタイム・ウォーで戦争を終わらせ宇宙を救うため、故郷の惑星ガリフレイを焼き払いタイムロードとダーレクもろとも100億の命を奪ったが、そのときはドクターという名は名乗っていない。このときはウォードクターと呼ばれる。だがそのときにも再生していたため、すでに12回の再生エネルギーを使い果たしているということが、50周年記念スペシャル『ドクターの時』で判明する。

#### ■科学を超越した13度目の再生
11代目ドクターは全宇宙に発信される信号の発信源である惑星トレンザロアのクリスマス村を訪れるが、村の教会の壁に現れた宇宙の裂け目の向こう側からその信号は発せられており、信号を解析してみると宇宙最古の謎である、ドクターの名前を問う「Docter who?」というメッセージで、それは50周年記念スペシャル『ドクターの日』で、ドクターが13人集まり、ポケット宇宙に凍結して移動させた惑星ギャリフレイから発せられていることがわかる。
この宇宙に戻ってこようとしているギャリフレイと、信号を聞きつけて惑星トレンザロアの周りに集まってきた数多くの種族との戦争を避けるためドクターは、トレンザロアを守り、故郷ガリフレイとタイムロードを守ることを決意する。
コンパニオンのクララ・オズワルドとトレンザロアを訪れたドクターだったが、クララを死なせるわけにいかないと思い彼女を騙して元の時代の地球に返したが、ドクターはトレンザロアで数百年過ごすことになり年老いる。
年老いたドクターのもとに、全く時間が経っていないため若いままのクララが現れるが、1800～1900歳になっているドクターはクリスマスクラッカーの袋を引っ張れないほど力が衰え、痴呆も始まっている。
クララはドクターに再生するよう促すが、ドクターはもうすでに再生エネルギーを使い果たしていると告げ、クララは未来を変えて自分の命を救って、とドクターに懇願するが、ドクターは死ぬ覚悟ができていた。
だが諦めきれないクララは、裂け目の向こうに存在するタイムロードたちに向かって「彼の名前は”ドクター”で、それ以上の情報は必要ない。彼のことを愛しているのなら、彼を救って」と懇願すると、突然壁の裂け目が閉じる。惑星を覆っていたフォース・フィールドが崩壊しダーレクに攻め込まれていたトレンザロアだったが、ダーレクに包囲されていたドクターのいる教会の屋上の頭上の夜空に裂け目が再び現れ、ギャリフレイから再生エネルギーが送られてきて、ドクターはそれを吸い込み、科学を超えた再生を始め、再生エネルギーの黄金の光のパワーを解き放ち、頭上にいた巨大なダーレクの宇宙戦艦をも吹き飛ばしダーレクを一掃した。
ターディスに戻ったドクターは若返っていたが、リセット段階にあり、もう再生を止めることはできないこと、次のドクターが訪れることをクララに告げる。ドクターは11代目に再生して初めて見た7歳のアメリア・ポンドと、大人の彼女の幻影と再び出会う。
クララに「この今の僕は消えてしまうけど、この僕がドクターだったことを1日も忘れない」と告げたあと、黄金に光る再生エネルギーの激しいパワー波の爆発はなく、突然12代目ドクターに再生した。トレンザロアにいたダーレクを一掃するために激しいエネルギー放出をおこなった後だったため、肉体が変わる際黄金の光は少ししか放出されなかったのだろうと推測される。
これによって11代目ドクターは最期を迎え、12代目ドクターとして生きていくこととなる。

#### ■再生前の11代目ドクターからの電話
12代目ドクターに再生する前、トレンザロアのクリスマス村にあるターディスの外の電話から11代目ドクターがクララ・オズワルドに電話をかけていたことが、12代目ドクターになって少し経ってからわかる。（シーズン8第1話『深呼吸』で11代目ドクターのマット・スミスがカメオ出演）
白髪の老人に再生したのは仕方ないものの、ロンドンでの事件を追っている際途中でクララを置いてどこかへ行ってしまい生命の危機にさらされるなど、新しい顔のドクターは薄情で信用ならないと感じたクララは、ドクターの元を去ることも考えている様子だったが、そこへ11代目ドクターからクララに電話がかかってくる。
「きっと君は怯えてるんじゃないかと思うけど、そこにいる彼はあまりの恐怖に恐れおののいているんだよ、だから僕のために彼を助けて。さよなら、忘れないよ」と言って11代目ドクターからの電話が切れる。
12代目ドクターが「彼に言われただろう、助けてくれるか」と聞くとクララは「盗み聞き？」と答えたが、「さっき電話で話していたのは僕だ。君は僕を見ていても全く見えてはいない。どんな気持ちがするかわかるか」とドクターが言ったことで、11代目のあの若者だったドクターと姿形やパーソナリティが変わっても同一人物なのだということがわかる。